# 法拉利SF21
法拉利SF21是由法拉利车队设计和制造的一级方程式赛车，是2021年世界一级方程式锦标赛法拉利車隊的比賽用車。该车是由小卡洛斯·塞恩斯和夏尔·勒克莱尔驾驶。法拉利 SF21在2021年巴林大獎賽上首次亮相。

## 背景資料
SF21是SF1000的進化版。
車體主管Enrico Cardile說他們對SF21的空氣動力學做出了激進的修改，有兩個目標，考慮到 2021 年規則減少了汽車地板和後輪周圍的下壓力。結果，團隊的開發代幣都花在了變速箱和後懸架上。
賽車的整個前翼部份都進行了改進，新的前翼回到了 2019 年風格，把重點放在外洗效果（Outwash effect）。前翼還具有新的側向位移（lateral drift），用於最外邊的隔板形狀，以及在輪胎前部帶有小型分流器。
賽車的研發在2021年阿塞拜疆大奖赛後停止。車隊把研發的重心放在2022新規則賽車的F1-75身上。

### 動力單元
針對2020年賽車的動力不足，馬蒂亞·比諾托表示，“[新]引擎在動力計上運行良好”，並且與2020年相比，其性能“顯著”進步。他還解釋說，2021年將是為 2022年做準備的“過渡”年，SF1000的高阻力會是研發的重點改善核心。
在2021年8月的一次採訪中，比諾托宣布在本賽季後期針對動力裝置進行額外開發。
在俄羅斯大獎賽上，法拉利推出了新的混合動力系統，將其安裝到夏尔·勒克莱尔的賽車中，小卡洛斯·塞恩斯也在接下來的土耳其大獎賽換上了新的混合動力系統。
變化在於電池的用量，從400 V升級到800 V系統，通過提高電池的能量密度與其他車隊保持一致。比諾托告訴《The Race》，“動力總是通過直路獲得，所以你在直路的開始和終點都能從中受益。如果我們考慮去年的情況，這無疑是向前邁出的一大步。我們仍然知道與當今最好的引擎之間存在差距，但我們相信現在的差距並沒有那麼大。”

## 參賽總結
與SF1000的災難性2020年賽季相比，法拉利的在這賽季有了很大改善，勒克萊爾在摩納哥和阿塞拜疆獲得了2個杆位。與2020年在車隊排行榜拿到令人失望的第6名相比，SF21的性能提升幫助法拉利在車隊積分榜上獲得季軍。儘管有這樣的進步，法拉利在賽季結束時還是沒有獲勝，並且自1992年和1993年賽季以來第一次連續兩個賽季都沒有獲勝。SF21在英國大獎賽上最接近勝利，勒克萊爾距離獲勝還有2圈，然後在52圈中的第50圈被路易斯·漢米爾頓在科普斯彎(Copse)超越。

## 參賽成績
(賽果底色示意列表)

粗體－桿位 斜體－最快圈速 * – 賽季進行中 

† –  車手未完成賽事，但已完成90%的原定賽程，因而有排名 

‡ –  由於未完成預定距離的75％，因此該場比賽只能獲得一半積分 

| 年份   | 車隊       | 動力單元            | 輪胎 | 車號 | 車手            | 大獎賽 | 大獎賽 | 大獎賽 | 大獎賽 | 大獎賽 | 大獎賽 | 大獎賽 | 大獎賽 | 大獎賽 | 大獎賽 | 大獎賽 | 大獎賽 | 大獎賽 | 大獎賽 | 大獎賽 | 大獎賽 | 大獎賽 | 大獎賽 | 大獎賽 | 大獎賽 | 大獎賽 | 大獎賽 | 積分 | 名次  |
| ------ | ---------- | ------------------- | ---- | ---- | --------------- | ------ | ------ | ------ | ------ | ------ | ------ | ------ | ------ | ------ | ------ | ------ | ------ | ------ | ------ | ------ | ------ | ------ | ------ | ------ | ------ | ------ | ------ | ---- | ----- |
| 年份   | 車隊       | 動力單元            | 輪胎 | 車號 | 車手            | BHR    | EMI    | POR    | ESP    | MON    | AZB    | FRA    | STY    | AUT    | GBR    | HUN    | BEL‡   | DUT    | ITA    | RUS    | TUR    | USA    | MXC    | SAP    | QAR    | SAU    | ABU    | 積分 | 名次  |
| 2021年 | 法拉利車隊 | 法拉利065/6 1.6 V6t | P    |      |                 |        |        |        |        |        |        |        |        |        |        |        |        |        |        |        |        |        |        |        |        |        |        |      |       |
| 2021年 | 法拉利車隊 | 法拉利065/6 1.6 V6t | P    | 16   | 夏爾·勒克萊爾   | 6      | 4      | 6      | 4      | DNS    | 4      | 16     | 7      | 8      | 2      | Ret    | 8      | 5      | 4      | 15     | 4      | 4      | 5      | 5      | 8      | 7      | 10     | 3rd  | 323.5 |
| 2021年 | 法拉利車隊 | 法拉利065/6 1.6 V6t | P    | 55   | 小卡洛斯·塞恩斯 | 8      | 5      | 11     | 7      | 2      | 8      | 11     | 6      | 5      | 6      | 3      | 10     | 7      | 6      | 3      | 8      | 7      | 6      | 6      | 7      | 8      | 3      | 3rd  | 323.5 |
| 來源:  |            |                     |      |      |                 |        |        |        |        |        |        |        |        |        |        |        |        |        |        |        |        |        |        |        |        |        |        |      |       |